# Rebecca Elloh
Amon Rebecca Grace Elloh (Grand-Bassam, 25 dicembre 1994) è una calciatrice ivoriana, attaccante svincolata e della nazionale ivoriana.

## Palmarès

### Club
- Campionato cipriota: 1

Barcelona FA: 2017-2018
- Campionato lituano: 1

Gintra Universitetas: 2015
- Coppa di Cipro femminile: 1

Barcelona FA: 2019